# Голубка (річка)
Голубка — річка в Україні, у Білоцерківському районі Київської області. Ліва притока Котлую (басейн Дніпра).

## Опис
Довжина річки приблизно 6 км. Місцями пересихає.

## Розташування
Бере початок у селі Улашівка. Спочатку тече на північний, а потім на південний схід через Таращу. Впадає у річку Котлуй, праву притоку Росі.
Річку перетинає автошлях Р04